# Marina Alabau
Marina Alabau Neira (Mairena del Aljarafe, 31 agosto 1985) è una velista spagnola.
Ha vinto la medaglia d'oro nella classe RS:X alle olimpiadi di Londra 2012, dominando la competizione e vincendo con venti punti di distacco dalla seconda classificata Tuuli Petäjä. Ha inoltre vinto un campionato mondiale RS:X ed uno RS:One, oltre a cinque titoli continentali.